# Fayette City
Fayette City es un borough ubicado en el condado de Fayette en el estado estadounidense de Pensilvania. En el año 2000 tenía una población de 714 habitantes y una densidad poblacional de 1,069 personas por km².

## Geografía
Fayette City se encuentra ubicado en las coordenadas 40°6′2″N 79°50′20″O / 40.10056, -79.83889

## Demografía
Según la Oficina del Censo en 2000 los ingresos medios por hogar en la localidad eran de $29,375 y los ingresos medios por familia eran $38,542. Los hombres tenían unos ingresos medios de $35,357 frente a los $23,250 para las mujeres. La renta per cápita para la localidad era de $13,058. Alrededor del 26.1% de la población estaba por debajo del umbral de pobreza.